# أندي ماسي
أندي ماسي (بالإنجليزية: Andy Massey)‏ هو لاعب كرة قدم بريطاني في مركز الوسط، ولد في 20 أكتوبر 1960 في New Cross ‏ في المملكة المتحدة. لعب مع بورت فايل ونادي ألدرشوت ونادي بروملي ونادي فيشر أثليتيك ونادي ميلوول.